# Шофман, Михаил Самойлович
Михаил Самойлович Шофман (1922—1996) — советский шахматист.
Чемпион Молдавской ССР (1952, 1962, 1969). Мастер ФИДЕ (1995).

## Биография
Михаил Шофман родился в местечке Крутые.  Его родители и сестры переехали в Одессу в 1933 году. В 1938 году его отец был репрессирован. Больше никогда семья о нем ничего не узнала. Заниматься шахматами Михаил начал в 16 лет. Его старшая сестра Сима работала врачом, и в 1941 ее призвали в армию, когда у нее на каникулах была младшая сестра Дора. Матери,старшей сестре и Михаилу удалось эвакуироваться в Сев. Казахстан.   Михаил работал на заводе и учился на вечернем в  Омском машиностроительном институте. В 1945 году разделил первое место на чемпионате Омска по шахматам с Евгением Полторановым. После войны семья пыталась вернуться в Одессу, но их квартира была занята. Ничего не добившись, они переехали в ближайший к любимой Одессе город - Кишинев. М. Шофман поступил на тренерскую работу в центральную секцию шахмат Молдавского республиканского совета ДСО «Искра».
В 1953 году, уже будучи чемпионом МССР, переехал в Москву, где устроился тренером в Дом учителя Ждановского района и вскоре приобрёл известность как мастер блица. В 1960 году вернулся в Кишинёв и вновь занялся тренерской работой в республиканском ДСО, а через два года во второй раз стал чемпионом Молдавской ССР. Публиковал заметки в журнале «64-шахматное обозрение». Предложил один из вариантов Сицилианской защиты (1952): 1. e4 c5 2. Кf3 Кc6 3. d4 cd 4. К:d4 g6 5. c4 Кf6 6. Кc3 К:d4 7. Ф:d4 d6. Печатал также юмористические заметки в клубе «12 стульев» «Литературной газеты».
В 1992 году стал победителем первого чемпионата Молдавии среди ветеранов.
Его называли "рыцарем шахмат".